# غروت بريجس ستاد زوتيجم 2014
غروت بريجس ستاد زوتيجم 2014 (بالهولندية: Grote Prijs Stad Zottegem 2014 )‏ هو سباق دراجات هوائية، وهو الموسم رقم 79 من السباق، وأقيم في 19 أغسطس 2014، وامتدّ لمسافة 189 كيلومتر، وهو أحد سباقات طواف أوروبا للدراجات 2014، وهو من نوع سباق الدراجات، وهو من نوع سباق الدراجات، وقد شارك في السباق 170 متسابقاً ووصل إلى نهايته 132 متسابقاً.
فاز فيه بالمركز الأول إدوارد ثيونس، وبالمركز الثاني Tim De Troyer ‏، وبالمركز الثالث Zico Waeytens ‏.

## الفائزون
| الترتيب | الفائز         |
| ------- | -------------- |
| الفائز  | إدوارد ثيونس   |
| الثاني  | Tim De Troyer ‏ |
| الثالث  | Zico Waeytens ‏ |